# Xaaxi
Xaaxi (ook: Hahe, Hāhi, Haahi, Xaax, Xaaxi-Qaloocat) is een dorp in het District Oodweyne, regio Togdheer, in de niet-erkende staat Somaliland (en dus juridisch nog steeds gelegen in Somalië).

Xaaxi ligt aan de Wadi Daldawan, 12,5 km ten zuidwesten van de districtshoofdstad Oodweyne aan de Guleed Haji Highway (richting Hargeisa). In het dorp is een kleine hulppost voor gezondheidszorg (een zgn. health post).